# Judo-Europameisterschaften 1995
Die Judo-Europameisterschaften 1995 fanden vom 11. bis zum 14. Mai in Birmingham statt. Es waren die ersten Judo-Europameisterschaften im Vereinigten Königreich seit 1974 (für Männer) und 1986 (für Frauen), beides in London. Das Gastgeberland erreichte den dritten Platz im Medaillenspiegel.
Paweł Nastula und Ulla Werbrouck im Halbschwergewicht sowie Yolanda Soler im Superleichtgewicht konnten ihren Titel aus dem Vorjahr verteidigen. Angelique Seriese gewann ihren vierten Titel in Folge, allerdings wechselte sie zwischen dem Schwergewicht und der offenen Klasse.

## Ergebnisse

### Männer
| Gewichtsklasse                 | Gold              | Silber               | Bronze                            |
| ------------------------------ | ----------------- | -------------------- | --------------------------------- |
| Superleichtgewicht (bis 60 kg) | Nigel Donohue     | Giorgi Wasagaschwili | Girolamo Giovinazzo Natik Bagirow |
| Halbleichtgewicht (bis 65 kg)  | Peter Schlatter   | Vsevolods Zeļonijs   | Philip Laats Bektas Demirel       |
| Leichtgewicht (bis 71 kg)      | Martin Schmidt    | Christophe Gagliano  | Davor Vlaskovac Thomas Schleicher |
| Halbmittelgewicht (bis 78 kg)  | Patrick Reiter    | Djamel Bouras        | Iraklı Uznadze Johan Laats        |
| Mittelgewicht (bis 86 kg)      | Maarten Arens     | Iveri Jikurauli      | Ruslan Maschurenko Oleg Malzew    |
| Halbschwergewicht (bis 95 kg)  | Paweł Nastula     | Dmitri Sergejew      | Pedro Soares Stéphane Traineau    |
| Schwergewicht (über 95 kg)     | Sergei Kossorotow | Frank Möller         | Rafał Kubacki Denny Ebbers        |
| Offene Klasse                  | Imre Csősz        | Ralf Koser           | Harry Van Barneveld Ben Sonnemans |

### Frauen
| Gewichtsklasse                 | Gold                | Silber               | Bronze                                    |
| ------------------------------ | ------------------- | -------------------- | ----------------------------------------- |
| Superleichtgewicht (bis 48 kg) | Yolanda Soler       | Sylvie Meloux        | Joyce Heron Tatjana Kuwtschinowa          |
| Halbleichtgewicht (bis 52 kg)  | Alessandra Giungi   | Heidi Goossens       | Sharon Rendle Ewa-Larysa Krause           |
| Leichtgewicht (bis 56 kg)      | Nicola Fairbrother  | Isabel Fernández     | Jessica Gal Einat Yaron                   |
| Halbmittelgewicht (bis 61 kg)  | Jenny Gal           | Diane Bell           | Gella Vandecaveye Catherine Fleury-Vachon |
| Mittelgewicht (bis 66 kg)      | Alice Dubois        | Emanuela Pierantozzi | Rowena Sweatman Ute Burmeister            |
| Halbschwergewicht (bis 72 kg)  | Ulla Werbrouck      | Estha Essombe        | Kate Howey Doris Pöllhuber                |
| Schwergewicht (über 72 kg)     | Swetlana Gundarenko | Christine Cicot      | Beata Maksymow Monique van der Lee        |
| Offene Klasse                  | Angelique Seriese   | Simona Richter       | Raquel Barrientos Zwetana Boschilowa      |

## Medaillenspiegel
| Rang | Land                    | Gold | Silber | Bronze | Gesamt |
| ---- | ----------------------- | ---- | ------ | ------ | ------ |
| 1    | Niederlande             | 3    | –      | 4      | 7      |
| 2    | Deutschland             | 2    | 2      | 1      | 5      |
| 3    | Vereinigtes Königreich  | 2    | 1      | 4      | 7      |
| 4    | Russland                | 2    | 1      | 2      | 5      |
| 5    | Frankreich              | 1    | 5      | 2      | 8      |
| 6    | Belgien                 | 1    | 1      | 4      | 6      |
| 7    | Italien                 | 1    | 1      | 1      | 3      |
| 7    | Spanien                 | 1    | 1      | 1      | 3      |
| 9    | Polen                   | 1    | –      | 3      | 4      |
| 10   | Österreich              | 1    | –      | 2      | 3      |
| 11   | Ungarn                  | 1    | –      | –      | 1      |
| 12   | Georgien                | –    | 2      | –      | 2      |
| 13   | Lettland                | –    | 1      | –      | 1      |
| 13   | Rumänien                | –    | 1      | –      | 1      |
| 15   | Türkei                  | –    | -      | 2      | 2      |
| 16   | Bosnien und Herzegowina | –    | -      | 1      | 1      |
| 16   | Bulgarien               | –    | -      | 1      | 1      |
| 16   | Israel                  | –    | -      | 1      | 1      |
| 16   | Portugal                | –    | -      | 1      | 1      |
| 16   | Ukraine                 | –    | -      | 1      | 1      |
| 16   | Belarus                 | –    | -      | 1      | 1      |
|      | Total                   | 16   | 16     | 32     | 64     |